# Мигре
Мигре́ (фр. Migré) — коммуна во Франции, находится в регионе Пуату — Шаранта. Департамент коммуны — Приморская Шаранта. Входит в состав кантона Луле. Округ коммуны — Сен-Жан-д’Анжели.
Код INSEE коммуны — 17234.

## Население
Население коммуны на 2010 год составляло 348 человек.
| 1962 | 1968 | 1975 | 1982 | 1990 | 1999 | 2010 |
| ---- | ---- | ---- | ---- | ---- | ---- | ---- |
| 479  | 480  | 406  | 338  | 329  | 320  | 348  |